# ATI Radeon Xpress

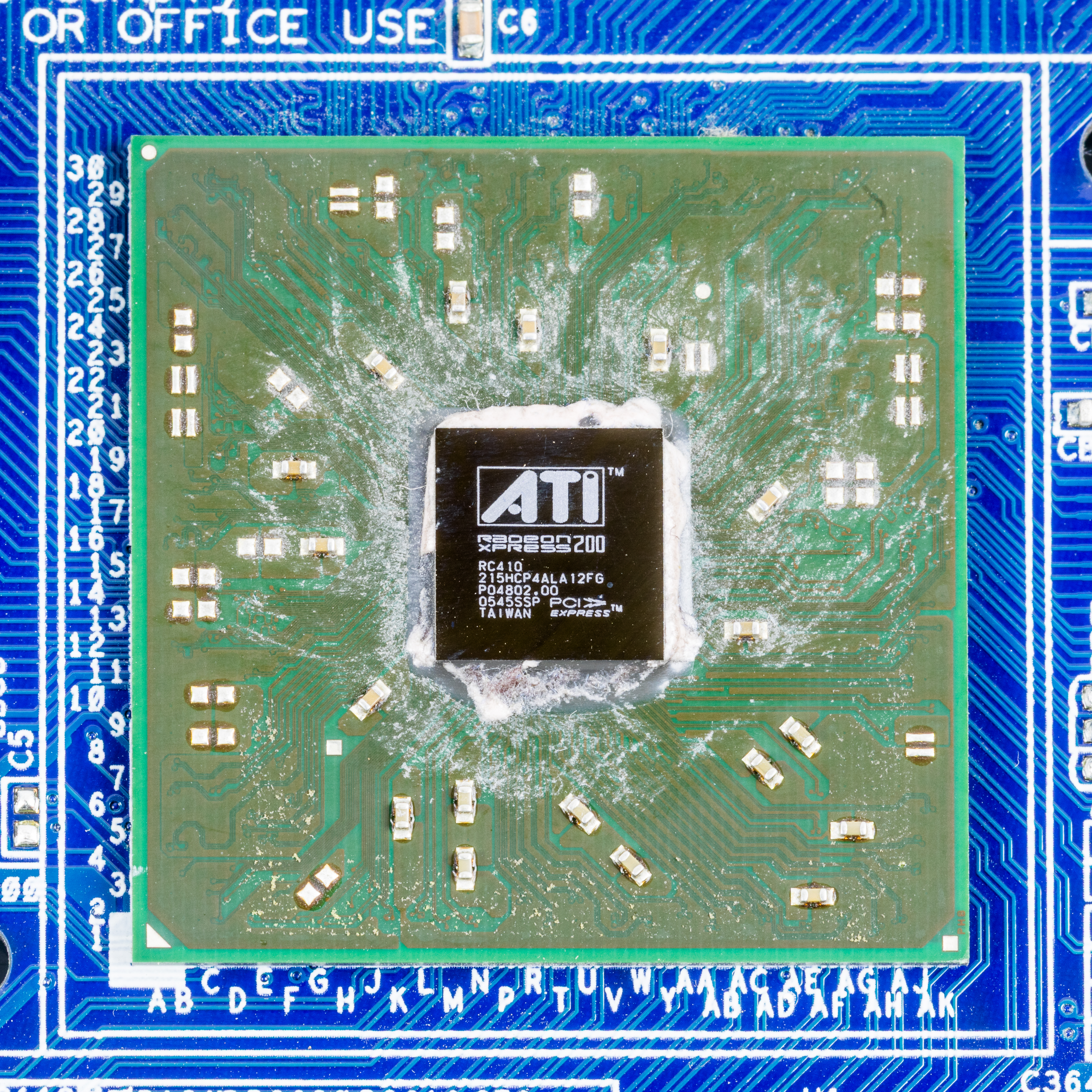
ATI Radeon Xpress 200 - RC410

Als IGP / G bezeichnet AMD integrierte Grafikeinheiten (Integrated Graphics Processor) auf eigenen Chipsätzen. Unter dem Namen Radeon Xpress verkaufte auch bereits ATI Technologies ihre CrossfireX-fähigen Lösungen.
Durch direkt auf der Hauptplatine integrierte Grafikprozessoren (sogenannte „Onboard“ oder „Shared Memory“-Lösungen) wird keine zusätzliche Grafikkarte benötigt, was kostengünstigere PC-Systeme ermöglicht und den Stromverbrauch senkt. Der Grafikspeicherbedarf wird durch den Arbeitsspeicher gedeckt. Mit solchen Grafiklösungen kann bei weitem nicht die Leistung der konventionellen Steck-Grafikkarten erreicht werden, da der Hauptspeicher beträchtlich langsamer arbeitet als der unmittelbar auf der Grafikkarte untergebrachte Speicher. Gleichzeitig wird auch die Gesamtleistung des Systems beeinträchtigt, da der Hauptspeicher auch vom Grafikchip mitbenutzt wird. Für nicht rein grafiklastige Anwendungen, sogenannte professionelle Büro- oder industrielle Produktivitätslösungen wie Officepakete oder SAP-Clients, ist die Grafikleistung dennoch ausreichend; solcherart bestückte PCs haben dann den Vorteil des niedrigeren Stromverbrauchs mit reduzierter Geräuschentwicklung, außerdem bleibt ein Steckplatz für andere Zwecke frei oder das Gehäuse kann entsprechend kompakter ausfallen und auf dem Schreibtisch mehr Platz lassen.
Folgende Modelle wurden veröffentlicht:
Desktop:
- Radeon Xpress 200
- Radeon Xpress 1100
- Radeon Xpress 1150
- Radeon Xpress 1200
- Radeon Xpress 1250
- Radeon Xpress 3200

Wobei der Radeon Xpress 3200 kein Chipsatz ist mit integriertem Grafikprozessor, sondern auch als RD580 Crossfire Xpress Chipsatz bekannt ist.
Auch die anderen hier genannten Xpress-Versionen haben keinen integrierten Grafikprozessor, sondern sind für den Gebrauch von ATI-Karten und AMD-Prozessoren abgestimmt. Einzig und allein die Chipsätze
- Radeon 9100 IGP
- Radeon 9100 IGP PRO
- Radeon IGP 340
- Radeon IGP 320

und die neueren G-Chipsätze, wie z. B. 785G, sind mit integriertem Grafikprozessor ausgestattet.
Notebook:
- Radeon Xpress 200M

Die ersten integrierten Grafikeinheiten von ATI Technologies wurden mit dem Namenszusatz „IGP“ statt „Xpress“ auf den Markt gebracht:
Desktop:
- Radeon 9100 IGP
- Radeon 9100 IGP PRO
- Radeon IGP 340
- Radeon IGP 320

Notebook:
- Mobility Radeon 7000 IGP
- Mobility Radeon 9000 IGP
- Mobility Radeon 9100 IGP
- Radeon IGP 340M
- Radeon IGP 320M

Ebenfalls auf der Hauptplatine integriert, jedoch nicht zu verwechseln mit o. g. Konzept, findet man z. B. die relativ alten Rage-Chips, die jedoch einen eigenen kleinen Speicher bekommen und sich damit wie echte Grafikkarten verhalten. Solche Lösungen findet man typischerweise auf speziellen Mainboards für Server und Büro-PCs.
Grafikprozessoren auf Grafikkarten werden unter dem Namen ATI Radeon verkauft.